# 绝区零角色列表
《絕區零》是米哈遊製作的一款動作角色扮演遊戲。遊戲為後世界末日題材，故事發生在災難後的「新艾利都」的城市，玩家在遊戲內扮演名為「繩匠」的角色進行探索。遊戲初期玩家可以免費獲得4個可玩角色，還有2個角色達成條件可以入手。製作組會隨著遊戲版本更新推出新的可玩角色，可玩角色分為S級和A級兩類，截至遊戲1.3版本可玩角色共有23名。

## 創作及設計
在視覺設計上，《絕區零》在角色以及、特效等方面採用了鮮明的色彩對比，包括互補色、分裂補色等色彩搭配，在戰鬥時則採用鮮亮的小色塊以起到點睛的效果。在角色的鏡頭語言上，無論是遊戲內的過場動畫、實機動畫還是遊戲外的宣傳片，都採用了類似的快節奏設計，快速拉近、拉遠或環繞拍攝，更加強調搖晃頓挫的「表演感」。相比於大多數動作遊戲利用畫面模糊、加速動態影格等方法來彌補角色動作數量、骨骼流暢度的不足，《絕區零》製作組在角色動作的終動作影格之間填充了大量的過度影格，並且給每個角色都做了獨立骨骼和動作套件，使得遊戲得以在相對緩慢的鏡頭變化下，仍能保持角色動作自然平滑、鬆弛有度，在戰鬥中隨意截取的動態畫面中，人物模型也不會出現畸變。宣傳片中頻繁彈出的衝擊則結合了故障藝術、反色，中常見的「本戴点」，以及美式漫畫的擬聲詞框等視覺元素。對於遊戲內的動作模組，製作組採用了全程60影格的動畫標準去逐影格製作，繪製了大量風格鮮明、細節豐富的絲滑的跟隨動作與重疊動作，使得雖然是賽璐璐的風格化渲染，卻有著超寫實一般的視覺體驗。

在角色設計上，遊戲中除了主角以外的角色主要按照陣營來劃分，不同的陣營也通過不同的風格化設計，來體現不同的行當和出身。例如狡兔屋為體現不羈颯爽的街頭風，白祇重工為粗礦豪邁的日式工業風，卡呂冬之子融入了日本經典的暴走族元素，維多利亞居家服務則以優雅慵懶的英倫女僕風為主。遊戲最初推出的角色，狡兔屋事務所的老大妮可·德瑪拉，有著二次元遊戲中不多見的辣妹性格，張揚的長髮、黑色夾克以及非對稱的裝飾等細節，體現了妮可圓滑狡黠、黑白通吃的行事作風；同為狡兔屋成員的安比·德瑪拉則有著一頭時刻被耳機覆蓋的白色短髮，幹練整潔、冷靜沉默的服飾，「機能風」的設計表現安比與外部世界的孤僻、疏離感，與其神秘的身世相呼應。在角色模型設計上，《絕區零》提供了相比於米哈遊其他遊戲來說更加豐富的體形和種族差異，包括擁有動物元素的「希人」類型的角色、機器人和賽博格等。熊希人本·比格身形巨大，但內心細膩，對數學運算格外敏感；維多利亞居家服務的馮·萊卡恩則為狼希人，挺拔的身形與優雅的男僕形象相映。對於貓娘角色貓又，其登場動畫中還細緻還原了伸懶腰、打冷顫、舔舐毛髮等貓咪的習性，戰鬥模組也體現了其貓科特有的輕快靈活的特點。相比於遊戲業內較為普遍的共用骨骼體型的做法，例如女性角色分為少女、成女、蘿莉等三套骨骼體型，《絕區零》選擇根據不同角色的體型和性格，單獨製作了獨特的骨骼模型，以製作出各種不同高矮胖瘦的差異化的角色形態。
遊戲的養成介面具有3個養成模塊，點選不同模塊時角色會配合相機角度切換姿勢，有的角色還設計了不止3套動作模組。養成介面的背景採用滾動的膠捲的平面設計，映襯角色的立體感；左側鬆弛的構圖也與右側緊密的相映，整體視覺效果較為平衡。遊戲中還為可玩角色設計了「意象影畫」的遊戲機制，玩家重複獲得角色的時候可以解鎖角色的「影畫」技能。影畫介面採用類似負片效果的色彩搭配，解鎖影畫後玩家還可以分階段解鎖、點亮角色海報，還可以自定義海報圖。

## 主要角色

### Random Play
遊戲主角哲、鈴兄妹是六分街錄影帶店「Random Play」的店主。錄影帶店也是主角作为绳匠工作的秘密基地。
哲 & 鈴（主角）
哲配音：林景（汉语）、阿部敦（日语）、史蒂芬·傅（Stephen Fu）（英语）、李相昊（韩语）
鈴配音：一口井（汉语）、千本木彩花（日语）、考特尼·史蒂爾（Courtney Steele）（英语）、李诗雅（韩语）
遊戲主角，兄妹。表面上兩人為錄影帶店店主，暗地裡則經營著在空洞中為他人導航帶路的「繩匠」職業，江湖代號為「法厄同」。兩人都不參與戰鬥，而是通過遠程操控邦布「伊埃斯」給代理人帶路和提供支援。玩家在遊戲中可以選擇扮演哲或鈴，兩人的視角略有不同；未被選擇的角色則擔任玩家角色的助手。

### 狡兔屋

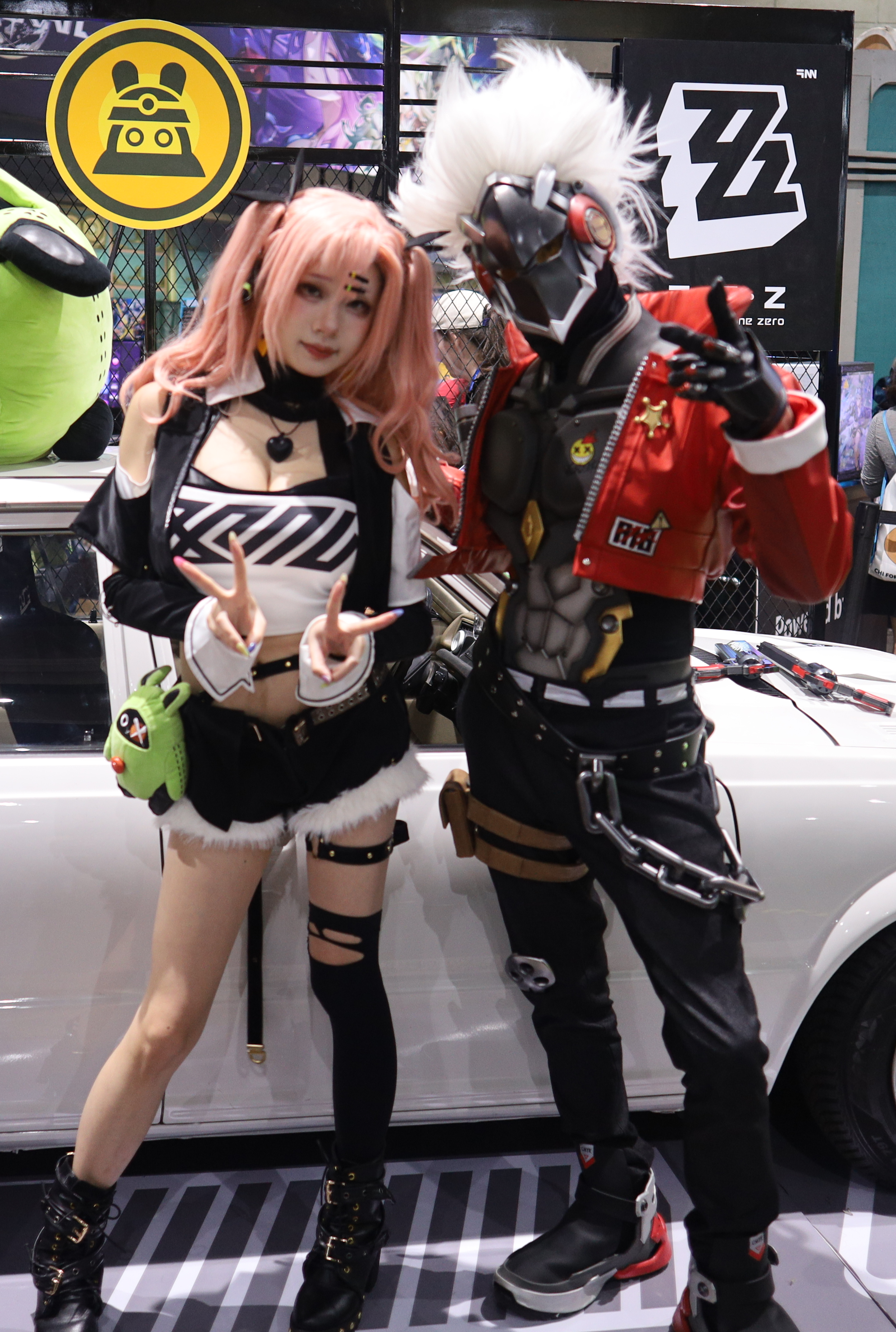
妮可（左）與比利（右）的角色扮演者

由妮可创办的万事屋組織，承接空洞中的各種委託。
安比·德瑪拉
配音：宴寧（汉语）、種崎敦美（日语）、山姆·斯萊德（Sam Slade）（英语）、金補娜（韩语）
防衛軍白銀小隊隊長，人體實驗的克隆人，代號「零號」。當部隊因成本問題而解散，而上級只想保留一名克隆人時，安比為了救她倖存的妹妹「11號」而試圖自殺，後來被妮可·德瑪拉發現並救下（之後安比改姓德瑪拉）。
冷靜沉著的少女。不善社交，她嘗試透過模仿流行電影中的臺詞來提升社交能力，但收效甚微。
妮可·德瑪拉
配音：陳婷婷（汉语）、芹澤優（日语）、娜迪亞·馬歇爾（Nadia Marshall）（英语）、申娜利（韩语）
狡兔屋的創始人和老闆。以賺錢為己任，但對在狡兔屋的夥伴身上的花銷毫不吝嗇，因而也常有入不敷出的時候。她的武器是她的大手提包，可以兼作一把可充電能量槍。
比利·奇德
配音：陳潤秋（汉语）、林勇（日语）、克利福德·查賓（英语）、李周承（韩语）
無憂無慮、開朗隨和的賽博格槍手。是星徽騎士的超級粉絲。配槍是被其暱稱為「姑娘們」的兩把高度定製的左輪手槍。
貓宮又奈
配音：花玲（汉语）、原紗友里（日语）、艾莉絲·希莫拉（Alice Himora）（英语）、李甫熙（韩语）
簡稱「貓又」，手持雙刃的貓又希人。最初是赤牙幫收養的孤兒，但在赤牙幫墮落作惡後離開了赤牙幫。
在主線劇情中，貓又聽說赤牙幫幫主米格爾被狡兔屋害死，念在過去恩情，決定替米格爾報仇。貓又謊稱「家族遺物」被赤牙幫搶走，向狡兔屋提出委託進入空洞尋找，打算在空洞中害死狡兔屋。在空洞中，貓又被狡兔屋的善良真誠打動，決定加入她們，最終與狡兔屋一同解救了困於空洞的居民。事後，貓又正式加入了狡兔屋。

### 白祇重工
建築公司，創始人是霍爾斯·貝洛伯格。
珂蕾妲·貝洛伯格
配音：穆雪婷（汉语）、井口裕香（日语）、凱蒂·科菲爾德（Katie Cofield） → 未公佈（英语）、丁海恩（정해은）（韩语）
脾氣火爆的白祇重工社長。受格莉絲照顧，被格莉絲當作义妹看待。父親在多年前帶著一大筆公司資金離奇失蹤，由年幼的她獨自接手公司。她認為是父親自私地挪用了公款，自此白祇重工的公眾形象一落千丈，而她不得不慢慢地重建白祇重工的聲譽；多年來她一直沒有放棄尋找父親的下落，探尋當年的真相。
在第一季·第二章「在空洞的中心呼喚……？」中，珂蕾妲在空洞中多年前的的原型機上找到了父親霍爾斯失蹤的秘密。霍爾斯實際上從未捲款潛逃。原型機裡充滿了彈孔，還有一張發票，金額和霍爾斯「拿走」的金額一樣。珂蕾妲最終用這台機器與以骸戰鬥。治安局計劃調查此事並收回原型機，但珂蕾妲不想讓他們就此知道真相。她把記錄父親最後時刻的數據晶片交給了兄妹倆，委託她們破譯。
安東·伊萬諾夫
配音：蕭翟（汉语）、神尾晉一郎（日语）、亞歷杭德羅·薩博（英语）、張設華（韩语）
直來直去的項目經理，把自己的腕式電鑽稱為自己的「兄弟」。
本·比格
配音：孟祥龍（汉语）、濱田賢二（日语）、亨利·施拉德（Henry Schrader）（英语）、韓福賢（韩语）
灰熊希人，會計師。威風凜凜，但很少在戰鬥之外生氣。戰鬥時手持粗大的柱子作為武器。
格莉絲·霍華德
配音：小敢（汉语）、白石晴香（日语）、切爾希·克沃卡（Chelsea Kwoka）（英语）、金睿臨（韩语）
白祇重工的機械師，珂蕾妲的义姐。對機械有著極高的熱情，研製了一系列具有意識和情感的重型機械，還親切地稱呼它們為她的孩子。武器是射釘槍和放電的手榴彈。

### 維多利亞家政

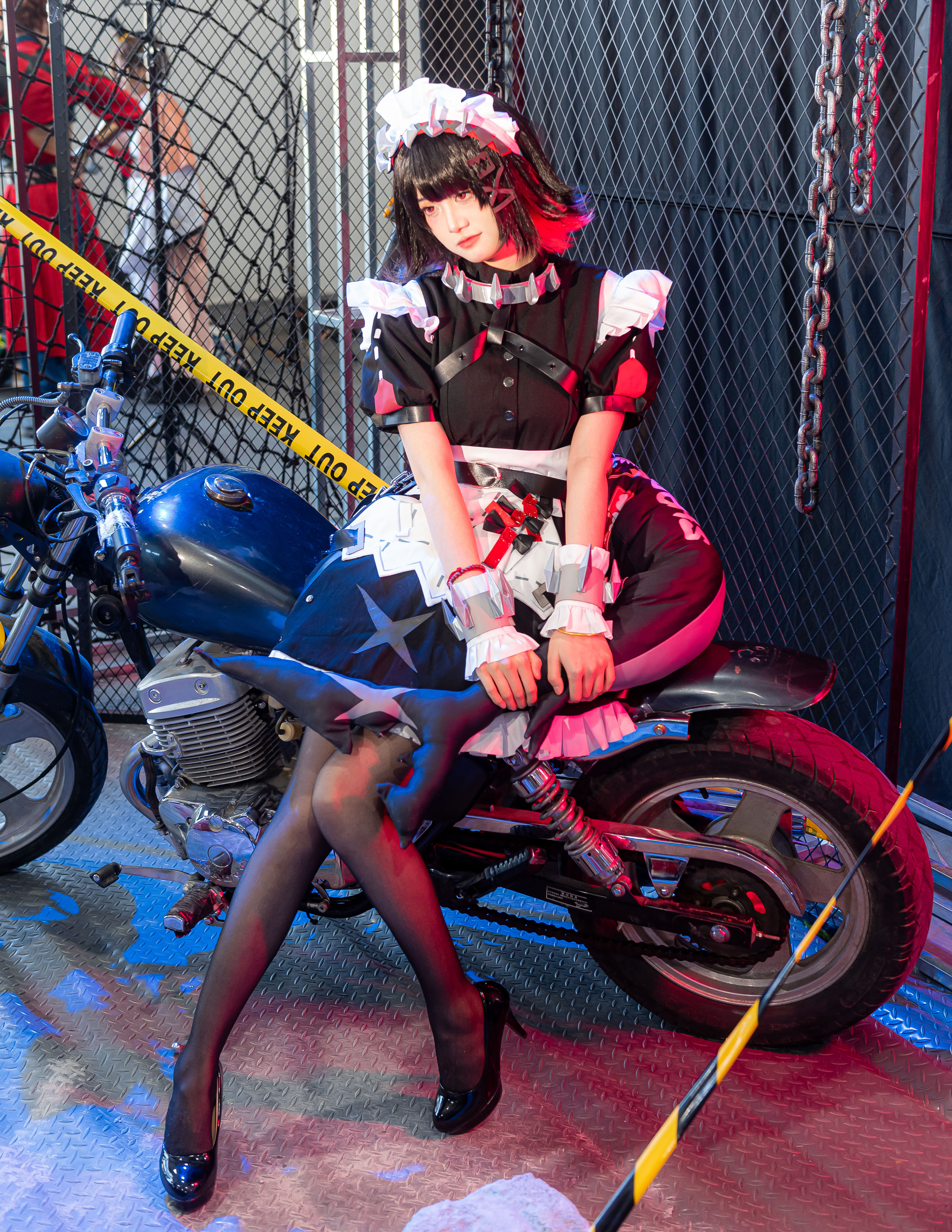
艾蓮·喬的角色扮演者

表面上是家政公司，但業務十分寬泛。
可琳·威克斯
配音：沐霏（汉语）、五十嵐裕美（日语）、克洛伊·伊芙斯（Chloe Eves）（英语）、趙京洢（韩语）
維多利亞居家服務的女僕。雖然膽子很小，但拿著一把巨大的園鋸當武器。
馮·萊卡恩
配音：王宇航（汉语）、小林親弘（日语）、尼古拉斯·瑟克特爾（Nicholas Thurkettle） → 威爾·德·倫齊-馬丁（Will de Renzy-Martin）（英语）、張民赫（韩语）
狼希人，維多利亞居家服務的執事。優雅理性，在戰鬥中也保持者風度和優雅。
亞歷山德麗娜·莎芭絲緹安
配音：張若瑜（汉语）、新井里美（日语）、克麗絲托·李（Crystal Lee） → 未公佈（英语）、李珢造（韩语）
簡稱「麗娜」，溫柔縝密的女僕長，但厨艺极差，常常做出恐怖的料理而不自知。
移動方式是漂浮在空中。伴隨其身的是名為「安娜塔莎」、「杜蘇拉」的兩個飄浮邦布。戰鬥中，她使用反重力腰帶漂浮起來，向敵人發射閃電，同時使用邦布作為輔助武器。
艾蓮·喬
配音：蕭清源（汉语）、若山詩音（日语）、吉赛尔·费尔南德斯（Giselle Fernandez）（英语）、이지나Lee Ji-na（韩语）
鯊魚希人，高中生，在維多利亞居家服務兼職。其巨大的鯊魚尾巴可以像剪刀一樣使用。

### 對空六課
全名對空洞事務特別行動部第六課（Hollow Special Opererations Section 6）簡稱對空六課（H.S.O.S.6）。是新艾利都的對空洞特殊部門，屬於空洞事務無害化對策局（H.A.N.D.）下轄的武裝力量，由星見雅帶隊。
蒼角
配音：劉雯（汉语）、Machico（日语）、未公佈 → 未公佈 → 羅金·拉希丹（Rogin Rashidan）（英语）、李志賢（韩语）
藍色鬼族少女，對空六課的隊員。力大無窮，但食量也非常龐大，薪水幾乎都當作伙食費使用。她的武器是一把大刃旗，攻擊時會揮舞向前方斬擊。她也是月城柳的義妹。
月城柳
配音：菊花花（汉语）、未公佈 → 名塚佳織（日语）、科里·佩蒂特（Corey Pettit）（英语）、權觰壡（韩语）
對空六課的副課長，做事有條不紊，是團隊中的智囊。她曾經歷過新艾利都與鬼族之間的戰爭，在前族長（蒼角的姐姐）將自己的血獻給柳、使柳擁有了一半鬼族血統後，成為了鬼族的族長，從而結束了戰爭。武器是可伸縮的薙刀。
淺羽悠真
配音：徐翔（汉语）、柿原徹也（日语）、（英语）、鄭義宅（韩语）
對空六課隊員，喜歡在工作時摸魚，喜歡喝咖啡。他身患絕症，因此經常需要休假。他使用一把可以拆解成兩把劍的定制弓進行戰鬥。
星見雅
配音：阮從青（汉语）、小清水亞美（日语）、（英语）、金度希（韩语）
性格嚴肅的對空六課課長，狐狸希人，出身於著名的武術世家，同時也是新艾利都最年輕的「虛狩」。她手持星野家的傳家武士刀「討骸刀·無尾」。身高170公分（含耳朵）。

### 奧波勒斯小隊
新艾利都防衛軍「黑曜石營」下屬的小隊。隊長為「鬼火」。
「11號」
配音：陳雨（汉语）、藤井幸代（日语）、艾默里·蔡斯（Emery Chase） → 未公佈（英语）、文維貞（韩语）
最後一個加入奧波勒斯小隊的成員。喜歡辣味拉麵和貓。
與安比一樣原為防衛軍白銀小隊成員，人體實驗的複製人，名為「夏潾」，「11號」為白銀小隊中的代號。
「扳機」
配音：秦紫翼（汉语）、南条爱乃（日语）、（英语）、임은지Im Eun-ji（韩语）
舊都陷落前屬於「貓眼石營」的里拉小隊，代號「扳机」。在舊都陷落事件中被以骸襲擊喪失了大部分視力，退出防衛軍。後在法厄同的幫助下解開了心結，重新加入防衛軍，成為奧波勒斯小隊的一員。戰鬥中，她使用一把可變式狙擊步槍，槍上裝有刀片。

### 刑偵特勤組
新艾利都治安局雅努斯區分局都市秩序部的刑偵特勤組。
朱鳶
配音：Mace（汉语）、井上麻里奈（日语）、阿萊娜·維斯（Alaina Wis）（英语）、李主恩（韩语）
刑偵特勤組隊長。精益求精，熱愛工作，甚至連休息時也會給自己找事做。
青衣
配音：皛四白（汉语）、阿保瑪麗亞（日语）、基拉·巴克蘭德（英语）、金順美（김순미）（韩语）
舊艾麗都的仿生人，刑偵特勤組的隊員。型號為「01源生型第六代素體（01 Neo-Genesis VI）」，結果「01NGVI」被錯認成了「QINGYI」，因此得名「青衣」。
賽斯·洛威爾
配音：修緣（汉语）、高梨謙吾（日语）、納齊耶·塔爾沙（Nazeeh Tarsha）（英语）、임채빈Im Chae-bin（韩语）
刑偵特勤組的隊員。出身富家，武器是警棍與防暴盾牌。
簡·杜
配音：曾彤（汉语）、嶋村侑（日语）、凱爾西·加法爾（Kelsey Jaffer）（英语）、張蕊娜（韩语）
鼠希人，犯罪行為學專家，也是一名臥底大師。與治安局合作，臥底於犯罪組織山獅，並一路升遷到山獅的親衛，最终與刑偵特勤組內應外合端掉了山獅的窩點。

### 卡呂冬之子
外環機車族。前身為凱撒父親領導的卡呂冬。凱撒父親失蹤後，大老爹組建了卡呂冬之子。凱撒成年後成為首領，大老爹退休。 
露西亞娜·奧克希斯·提奧多·德·蒙特夫
配音：閒踏梧桐（汉语）、朝井彩加（日语）、考特尼·林（Courtney Lin） → 艾爾西·洛夫洛克（Elsie Lovelock）（英语）、김미소Kim Mi-so（韩语）
簡稱「露西」，金髮棒球少女。身邊有著三隻名為阿草、阿木和阿砖的小野豬希人。與她的外表相比，她有著令人驚訝的優雅風度。長期覬覦卡呂冬之子的老大之位。实际上是新艾利都名門蒙特夫家族的女兒，因為不喜歡被規劃好的人生，離家出走並加入了卡呂冬之子。
派派·韋爾
配音：吳哲茹（汉语）、石見舞菜香（日语）、杨素汐（英语）、孫貞旻（韩语）
卡呂冬之子的成員，卡车“大钢牙”的司机。她有著不符合外貌的老成，言行舉止如同老婦人，不忙時喜歡休息，戰鬥時揮舞著一把巨斧。
凱撒·金
配音：吳秋韻（汉语）、佐藤利奈（日语）、珍妮弗·孙贝尔（Jennifer Sun Bell）（英语）、金甫珉（韩语）
卡呂冬之子的老大。其父親原是外環組織「卡呂冬」的首領，「卡呂冬之子」的名字由此而來。後來父親失蹤、母親因病去世，成為卡呂冬之子的老大。
柏妮思·懷特
配音：葛子瑞（汉语）、高橋花林（日语）、林麗莎（Risa Mei）（英语）、배하경Bae Ha-kyung（韩语）
卡呂冬之子的調飲師。善於交際。武器為兩把分別名為「搖晃」和「攪拌」的火焰噴射器。
萊特
配音：張沛（汉语）、高橋廣樹（日语）、阿列克斯·勒（Aleks Le）（英语）、정의한Jeong Eui-Han（韩语）
卡呂冬之子的「常勝冠軍」，負責用武力調停糾紛。戰力超強的格鬥高手。性情溫和、沉默寡言。萊特曾是一名籠式摔角手，為了養活已故朋友的家人，他借了一大筆債，直到卡呂冬之子前任首領「大老爹」幫助萊特償還了所有債務，換取他加入卡呂冬之子。加入卡呂冬之子之後，接替比利擔任「常勝冠軍」的職位。
波可娜·費雷尼
配音：潘丹妮（汉语）、藤原夏海（日语）、瑪麗莎·倫蒂（英语）、孫仙榮（韩语）
沙漠猫希人。她最初效力於一個敵對的摩托幫，最終因嚮往卡呂冬之子的理念而加入了卡呂冬之子。她使用雙持左輪手槍和刀片作為武器。

### 天琴座

耀嘉音的角色扮演者

「天琴座」為耀嘉音所推出的同名專輯的名字。
耀嘉音
配音：小N（汉语）、远藤绫（日语）、莫莉·張（Molly Zhang）（英语）、尹娥煐（韩语）、梓貝（演唱）
新艾利都著名、無憂無慮的歌手兼演員。她的戰鬥戰鬥方式就是歌唱。
伊芙琳・舒瓦利耶
配音：李蟬妃（汉语）、日笠陽子（日语）、伊莉莎白·麥克斯韋（英语）、張彩妍（韩语）
耀嘉音的經紀人兼贴身保镖。她曾是競爭對手公司安插的間諜，代號為「舍勒之青」，但後來決定叛逃到耀嘉音那邊。她使用鋒利耐用的刀繩組合武器。

### 反舌鳥
怪盜組織，由雨果和萊卡恩創立。
薇薇安·班希
配音：陳陽（汉语）、水野朔（日语）、莎拉·維登海夫特（英语）、張美（韩语）
反舌鳥成員。她擁有預知未來死亡的能力。對法厄同極度痴迷。她在戰鬥中使用陽傘和漂浮能力。
雨果·維拉德
配音：梁達偉（汉语）、福山潤（日语）、吉米·山口（Jimmie Yamaguchi）（英语）、金惠成（韩语）
拉文洛克家族的私生子。他與馮·萊卡恩共同創立了反舌鳥。他在戰鬥中使用可伸縮鐮刀。

### 雲巋山
儀玄
配音：張昱（汉语）、能登麻美子（日语）、（英语）、秀晛（수현）（韩语）
雲巋山第十三任門主。曾是孤兒，與姐姐儀絳一起流浪，後來被雲巋山收留。成為弟子後，兩人都展現了非凡的天賦。门主的健康狀況每況愈下，加上使用青冥劍的影響，儀絳被選為他的繼承人，成為雲巋山十二任门主。她相信儀玄將來一定能找到青冥劍的替代品，同時，儀絳為了保護妹妹和艾利都，逐漸犧牲了自己的理智。舊都淪陷之夜，雲巋山援救了零號空洞中的軍隊，儀絳奔赴險境，青冥劍烙下了她的印記，她被完全吞噬，只留下了她的發簪。雲巋山十二代弟子僅剩儀玄一人，之後儀玄掌門雲巋山。
她使用獨特的以太能力「玄墨」作為武器，「青溟鸟」則是她與姐姐合作研發的特殊術法。
潘引壺
配音：王西瓜（汉语）、竹內良太（日语）、菲利普·薩克拉門托（Philip Sacramento）（英语）、오건우Oh Geon-woo（韩语）
熊貓希人，云岿山门下弟子，随便观的首席大厨兼财务管理人。曾經是盗洞客，被儀玄教育後拜入雲巋山門下。
橘福福
配音：謝瑩（汉语）、諏訪彩花（日语）、林賽·謝潑德（Lindsay Sheppard）（英语）、金藝玲（韩语）
虎希人，儀玄的弟子，自稱隨便觀大師姐。使用機械虎球和刃指虎作為武器。

### 怪啖屋
浮波柚葉
配音：金娜（汉语）、長谷川育美（日语）、金伯利·蒂爾尼（Kimberly Tierney）（英语）、김선주Kim Seon-joo（韩语）
「怪啖屋」創始人之一。有一只名為「釜之助」的狸貓。
柚葉原為輝晶美克收容的孤兒，用於人體實驗，被萊昂內爾·泰姆菲爾德發現後被其救出，為此萊昂內爾遭到輝晶美克滅口。後被澄輝坪居民黎寶榮收養，依浮波而來之意賜姓「浮波」。與狛野真斗結識後一同創立「怪啖屋」。
在主線劇情中，浮波柚葉設計與愛麗絲和法厄同結識，一同調查輝晶美克違法的證據。在調查過程中，浮波柚葉意識到自己與愛麗絲當年的淵源。在輝晶美克的實驗室內，眾人被輝晶美克的執行長菲洛克斯抓住，為了讓愛麗絲和法厄同逃出，柚葉帶領眾人從地下排水口逃出，而自己留下來斷後，並告訴愛麗絲其父親去世的真相。逃出生天的愛麗絲和法厄同與儀玄和防衛軍奧波勒斯小隊匯合，救出柚葉，逮捕了菲洛克斯。
愛麗絲·泰姆菲爾德
配音：多多（汉语）、村上奈津实 → 田中美海（日语）、未公布（英语）、朴恃奫（韩语）
發明緩蝕藥劑的泰姆菲爾德家族的千金。幼年父母雙亡，在祖父的撫養下長大。
在主線劇情中，愛麗絲因被輝晶美克邀請加入安全事故的督導調查團而與法厄同結識。浮波柚葉設計與愛麗絲和法厄同結識，一同調查輝晶美克違法的證據。在輝晶美克的實驗室內，眾人被輝晶美克的執行長菲洛克斯抓住，為了讓愛麗絲和法厄同逃出，柚葉將眾人從地下排水口送出，而自己留下來斷後，並告訴愛麗絲其父親去世的真相。逃出生天的愛麗絲和法厄同與儀玄和防衛軍奧波勒斯小隊匯合，並與達米安達成合作，救出柚葉，逮捕了菲洛克斯。愛麗絲依照與達米安的合作承諾，將緩蝕藥劑的專利公之於眾。愛麗絲加入怪啖屋。

## 反響及評價
遊民星空、遊戲葡萄、遊戲日報、遊戲茶館等媒體均稱讚《絕區零》角色風格化、差異化的特色鮮明的美術風格，獨樹一幟的設計理念。遊民星空和遊戲日報都稱讚《絕區零》在角色設計上不遺餘力，角色設計體現米哈遊「溢出」的美術力，不僅在人設、服飾上下了功夫，而且角色的細節設計分佈在角色塑造的方方面面，包括外觀形象、戰鬥動作、人物設定等，還包括細微的眼神表情、動作模組等第一時間難以發覺的不起眼的細節等。這些細節並非工業化管線的「堆料」，而是用心打磨、細節豐富的沉浸式體驗。遊民星空還稱讚遊戲中的非玩家角色並非複製貼上而是「量身定製」的建模和服飾，即便是無名的路人也造型各異、貼近生活，帶給玩家十足的沉浸感與富有「煙火氣」的敘事體驗。遊戲葡萄評論員严锦彦還讚賞遊戲中角色豐富的動作和表情，使得角色建模具有一種Q弹的質感。竞核評論員钱泓言則表示，《絕區零》的日式都市幻想的畫風，以及缺乏華麗的視覺衝擊感的「機能風」的視覺設計，雖然很對核心二次元群體的胃口，但對於從《原神》吸引來的泛二次元玩家，則難以對上「腦電波」，使得遊戲受眾較窄。娱乐资本论評論員帕西芙亦表示，遊戲過於獨特的美術風格使得玩家看不到特別搶眼的角色，如果換成類似《崩壞：星穹鐵道》的角色設計或許會有更好的風評。帕西芙指出，《絕區零》有著大量賽博龐客、和風、美漫風、賽博格、獸人等歐美玩家喜歡的元素，可能整個遊戲就是米哈遊為了進一步拓展歐美市場而研發的，但海外市場的反饋存在滯後。遊戲大觀則援引業內動畫師的點評，批評《絕區零》的表演動畫過多，已經到了「動畫過度」的程度，許多表演屬於轉義或陳詞濫調，無法儘可能多地展現角色個性，也無法進一步深化玩家對角色的理解。另外，角色在對話時的動畫過於中性化，無論對話的情緒如何變化，這些姿勢表演都沒有太大的改變；同一個角色在不同的場景中有時也會有截然不同的表現，顯得並不連貫。
在角色塑造上，遊戲茶館評論員二弦表示米哈遊的人物塑造可圈可點。「臥底藍調」劇情中講述了雙面間諜簡·杜與新人警察賽斯的無間道故事，人物形象躍然紙上；「虛擬殺機」劇情則更加熱血溫情，既補充了高人氣角色星見雅的人物弧光，又讓對空六課智囊月城柳溫柔大姐姐的形象呼之欲出。二弦還批評了遊戲降低「走格子」玩法比重之後，玩家在劇情中的參與度弱化，與虛擬角色情感聯結不足，仍然能感受到角色魅力、甚至願意為角色付費的玩家變少。遊戲葡萄評論員严锦彦則稱讚《絕區零》遊戲內設計了3種不同的劇情表現形式，包括三維CG動畫、二維漫畫、三維靜態動畫，風格各異，表現出了強大的角色張力。在商業模式上，遊戲茶館評論員二弦表示角色的遊玩體驗、付費體驗與其角色設計的精細度不相匹配，玩家想要完整體驗角色的戰鬥機制，大多需要購買專屬武器或命座，造價較高；遊戲的聖遺物體系和體力限制也使得角色養成曲線特別漫長，需要繼續消耗大量時間進行機械勞動刷取裝備等。
遊戲上線後，許多角色受到玩家的喜愛，出現大量二次創作作品，包括同人繪圖、角色扮演等。遊戲日報表示這是由於《絕區零》的角色個性魅力十足，具有強大的吸引力。

### 相關爭議
在遊戲發售前，部分未公開角色的美術資料就遭到了洩露。隨後製作組發佈公告澄清，並直接公開了遭洩露的角色美術圖。製作組表示，未公開的角色都是製作組花費大量時間製作的心血，哪怕會花上更多時間，他們也希望能盡可能打磨出精緻的內容；以被爆料的方式讓大家提前看到《絕區零》創作初期的產物並非他們的本意，更是一種遺憾。
據雅虎新聞報道，因為遊戲推出的角色中女性角色更多，特別是限定角色以女性為主，引發部分中國大陸女玩家不滿，希望製作組推出更多男性角色。遊戲中的角色造型也曾遭到多次調整，包括角色妮可在遊戲內部測試時身上衣著增加、熱褲加長等，引發玩家對内容审查的不滿和擔憂。